# Vlákno SCS
SCS je obchodní označení pro keramické textilní vlákno firmy Speciality Materials.
Na vývoji tohoto typu neoxidového vlákna se pracuje od začátku 70. let 20. století. Na začátku 21. století se vyrábí průmyslově ve variantách SCS-6, SCS 9 a SCS-Ultra. V roce 2010 byla instalovaná roční kapacita 9 tun využita na cca 60 %.

## Způsob výroby
SCS vlákno se vyrábí kontinuálním tzv. studenostěnným procesem CVD (chemical vapor deposition).
Princip: Na uhlíkový monofilament (ø 33 µm) se nanáší vrstva (plášť) z β-SiC (beta-karbonu křemíku).

## Vlastnosti
| Vlastnosti       | SCS-6                     | SCS-9       | SCS-Ultra      |
| Zvláštní znaky   | do titan. a keram. matric | tenký plášť | vysoká pevnost |
| ø (µm)           | 140                       | 78          | 140            |
| Hustota (g/cm3)  | 3,0                       | 2,8         | 3,0            |
| Pevnost GPa      | 3,45                      | 3,45        | 5,9            |
| Modul pruž. GPa  | 380                       | 307         | 415            |
| Cena €/kg (2007) | 4 850                     | 19 600      | 16 400         |

SCS vlákna snášejí trvale teploty do 1100 °C. Jejich použití není vhodné tam, kde se vyžaduje vysoký stupeň flexibility.

## Použití
Monofilamenty z SCS vláken se používají jako výztuž vláknových kompozitů např. na brzdová obložení podvozků letadel, součásti plynových turbin, rámy jízdních kol aj.